# Alexander Michailowitsch Fainzimmer
Alexander Michailowitsch Fainzimmer (auch Fayntsimmer, Faintsimmer oder Feinzimmer, russisch Александр Михайлович Файнциммер; * 31. Dezember 1906 in Jekaterinoslaw, Russisches Kaiserreich; † 21. März 1982 in Moskau) war ein sowjetischer Filmregisseur.
Fainzimmer arbeitete Ende der 1920er-Jahre als Regieassistent für Wsewolod Pudowkin (Das Ende von Sankt Petersburg, 1927) und Juli Raisman (Zuchthaus, 1928), bevor er mit der Bürokratiekomödie Porutschik Kische (nach der gleichnamigen Novelle von Juri Tynjanow) seinen ersten eigenen Spielfilm realisierte. Dabei arbeitete er u. a. mit Sergei Prokofjew zusammen, der die Filmmusik schrieb (Leutnant Kishe). Dmitri Schostakowitsch komponierte die Musik zu seinem Film Stechfliege (1955). Fainzimmer, der 1950 und 1951 den Stalinpreis erhielt, war vorwiegend für die großen Moskauer und Leningrader Filmstudios wie Belgoskino und Lenfilm tätig.
Er war Träger der Titel Verdienter Kunstschaffender der Belorussischen SSR (1934) und Verdienter Kunstschaffender der Litauischen SSR (1954).

## Filmografie
- 1934: Porutschik Kische (The Czar Wants to Sleep)
- 1938: Baltijzy
- 1940: Es weht ein frischer Wind (Tanker "Derbent")[6]
- 1943: Kotowski
- 1944: Morskoi batalon
- 1947: Sa tech kto w more
- 1949: Konstantin Saslonow
- 1950: Sie haben eine Heimat (U nich est Rodina)[7]
- 1955: Stechfliege (Owod)
- 1958: Das Mädchen mit der Gitarre (Dewuschka s gitaroi)
- 1962: Nacht ohne Gnade (Noch bez miloserdiya)[8] (nach einem Roman von Kurt Sandner)
- 1968: Weit im Westen (Daleko na sapade)
- 1972: Pjatdesjat na pjatdesjat
- 1974: Bes prawa na oschibku
- 1979: Proschtschalnaja gastrol "Artista"
- 1979: Traktir na Pjatnizkoi